# Austrochaperina gracilipes
Austrochaperina gracilipes és una espècie de granota que viu a Papua Nova Guinea, Austràlia i, possiblement també, a Indonèsia.